# Балкански
Балкански (болг. Балкански) — село в Болгарии. Находится в Разградской области, входит в общину Разград. Население составляет 276 человек.

## Население
По данным переписи населения 2011 года в селе проживали 247 жителей.
Национальный состав населения села:
| Национальность  | Чел. | %      |
| --------------- | ---- | ------ |
| болгары         | 219  | 95,2 % |
| цыгане          | 6    | 2,6 %  |
| не определились | 3    | 1,3 %  |
| Всего опрошено  | 230  |        |

## Политическая ситуация
В упразднённом кметстве Балкански, в состав которого входило Балкански, должность кмета (старосты) до 2011 года исполнял Тошко Николов Илиев (коалиция в составе 2 партий: Болгарская социал-демократия (БСД), Политическое движение социал-демократов (ПДСД)) по результатам выборов 2007 года.
Кмет (мэр) общины Разград — Денчо Стоянов Бояджиев (инициативный комитет) по результатам выборов.